# Pyrochroa
Pyrochroa is een geslacht van kevers uit de  familie van de vuurkevers (Pyrochroidae).

## Soorten
- Pyrochroa cardoni Fairmaire, 1894
- Pyrochroa coccinea Linnaeus, 1761 – Zwartkopvuurkever
- Pyrochroa daglariensis Young, 2004
- Pyrochroa pubescens Pic, 1907
- Pyrochroa serraticornis (Scopoli, 1761) – Roodkopvuurkever
- Pyrochroa subcostulata Fairmaire, 1891